# Impact (Texas)
Pour les articles homonymes, voir Impact (homonymie).
La ville d’Impact est située dans le comté de Taylor, dans l’État du Texas, aux États-Unis. Sa population s’élevait à 35 habitants lors du recensement de 2010.
Impact fait partie de l’agglomération d’Abilene, le siège du comté.

## Histoire
Impact a été incorporée en 1960 en tant que town.

## Source
- (en) Cet article est partiellement ou en totalité issu de l’article de Wikipédia en anglais intitulé « Impact, Texas » (voir la liste des auteurs).